# لس اوزوس (کالیفرنیا)
لس اوزوس (به انگلیسی: Los Osos) یک منطقهٔ مسکونی در ایالات متحده آمریکا است که در شهرستان سن لوییز اوبیسپو، کالیفرنیا واقع شده‌است. لس اوزوس ۳۳٫۱۱۰ کیلومتر مربع مساحت و ۱۴٬۲۷۶ نفر جمعیت دارد و ۶۰٫۹۶ متر بالاتر از سطح دریا واقع شده‌است.